# Saison 9 de La Petite Maison dans la prairie
Chronologie
Saison 8 Téléfilms spéciaux après-série (1983-1984)
Cet article présente la 9e saison de la série télévisée La Petite Maison dans la prairie (Little House on the Prairie).

## Épisode 2:Un nouveau départ -2epartie
Jebb Carter se casse le bras en voulant cacher à ses amis qu'il ne sait pas nager. Royal finit par mourir lors d'une promenade et la petite Jenny Wilder se sent responsable de la mort de son père. Jebb, Laura et Almanzo tentent de réconforter la fillette, et cela a l'air de fonctionner mais à la suite d'une discussion avec le révérend un nouveau drame va se produire.

## Épisode 3:Bienvenue à Olesonville
- Cet épisode fait référence a une parole de M. Kennedy dans La Cloche de Tinker Jones. Lorsque tous les habitants sont réunis à l'église, le révérend Alden propose d'acheter une cloche pour l'église et madame Oleson se porte volontaire pour tout payer. M. Kennedy n'est pas d'accord du tout et va même jusqu'à dire "et si nous la laissons faire, elle appelera la ville Olesonville ?" c'est exactement ce qui s'est passé dans cet épisode.

## Épisode 4:Rage
Un fou prend Laura et sa fille en otage, s'imaginant que la jeune femme est son ex-épouse. Il menace de les tuer

## Épisode 5:Les histoires les plus courtes…
Ancien saltimbanque et nain, Lou Bates a choisi la sédentarité afin d'élever sa petite fille, mais Mme Oleson fait tout pour lui empoisonner la vie. Lou n'hésite pourtant pas à risquer la sienne pour sauver Nancy.

## Épisode 6:L'enfant sauvage -1repartie
Le docteur McQueen parcourt le pays en présentant aux foules un « garçon sauvage », moyennant un droit d'entrée dans son petit chapiteau. Alors qu'il a présenté l’enfant à Walnut Grove, celui-ci s'échappe de sa « prison ». Il est provisoirement recueilli par les Ingalls-Wilder. Jenny découvre qu'il s'appelle Matthew et qu'il n'est pas sauvage, mais muet, et que son comportement s'explique par cette infirmité. Almanzo est réticent à héberger Matthew. Isaïah Edwards propose de l'héberger dans sa ferme, l'enfant travaillant pour lui en contrepartie. Le docteur McQueen quitte la ville en promettant une forte récompense pour celui ou celle qui lui donnera une information sur le lieu où s'est réfugié l'enfant. Jenny et Laura enseignent à Matthew la langue des signes. Au bout de quelques mois, des échanges non-verbaux nombreux peuvent avoir lieu avec Matthew. Isaïah souhaite présenter Matthew à la communauté lors de l’office religieux du dimanche suivant. Mais Nancy Oleson apprend ce projet.

## Épisode 7:L'enfant sauvage -2epartie
Ayant appris par Mme Oleson et Nancy que Matthew est resté à Walnut Grove, le docteur McQueen revient au village. Il saisit le juge du comté pour tenter de récupérer la garde de l'enfant, se prévalant de sa qualité de tuteur légal. Le juge se rend à Walnut Grove pour tenir une audience foraine extraordinaire. Les débats ont lieu. Le docteur McQueen est auditionné, de même que Laura et Jenny. Matthews est aussi « auditionné » mais son comportement naturel et spontané joue en sa défaveur. Un témoin est aussi auditionné. Néanmoins, on découvre que le témoin n'en était pas un et qu'il avait été payé par le docteur McQueen pour fournir un faux témoignage. Compte tenu de ce qu'il a vu et entendu, le juge rend un jugement inattendu : d'une part il ordonne la déchéance des droits du docteur McQueen sur Matthew, mais d'autre part il ordonne l'internement en unité psychiatrique de l’enfant. À la consternation des habitants, il annonce qu'il emmènera l'enfant le lendemain après l'office religieux. Le soir-même, Isaïah Edwards propose à Matthew de quitter immédiatement la région avec lui et de trouver refuge en un endroit lointain, par exemple en Californie. Mais Matthew refuse : il ne veut pas que ses amis subissent les conséquences d'une protection. Le lendemain, à la fin de l'office religieux, devant les autres habitants du village et devant le juge, Isaïah Edwards plaide en faveur de Matthew. Il explique notamment que c'est lui le fou qui voulait emmener au loin Matthew, que Laura était folle de lui apprendre le langage des signes, que le docteur du village est fou de ne pas faire payer ses consultations médicales, etc. Sa plaidoirie, sortant du fond du cœur, émeut le juge. À la sortie de l'église, il dit à Isaïah qu'il aurait fait un formidable avocat. Finalement le juge ne va pas emmener Matthew avec lui, et ordonne à Isaïah Edwards d'emmener Matthew à l'hôpital psychiatrique... dans vingt ans.

## Épisode 8:Le Retour de Nellie
Nellie, la fille aînée des Oleson, partie vivre à New York, annonce son prochain retour pour quelques jours. Ses parents craignent une réaction de la part de Nancy, la jeune fille qu'ils ont adoptée. Nellie, dont le caractère s'est adouci en se mariant et en devenant mère de famille, fait de son mieux pour arrondir les angles, mais elle ne peut hélas empêcher les conflits d'éclater : Nancy se montre particulièrement désagréable à son égard.

## Épisode 9:Les Bâtisseurs d'empire
Les habitants de Walnut Grove apprennent qu'une ligne de chemin de fer de la Minneapolis & Western va bientôt traverser leur petite ville. Cet événement va permettre de créer de nouveaux emplois et favoriser le développement des commerces. Cependant, la population s'inquiète en apprenant que les petits fermiers, comme Almanzo Wilder et John Carter, vont être expulsés de leurs terres par les constructeurs.

## Épisode 10:Amour
L'amie d'enfance de Laura, Jane Canfield une jeune aveugle de dix-neuf ans, revient à Walnut Grove. Isaiah Edwards, âgé de 45 ans, tombe amoureux de Jane et devient la risée de Madame Oleson et l'inquiétude de Laura. La vision de Jane est restaurée lorsqu'elle subit une opération des yeux. Isaiah a bon espoir de construire un avenir avec elle, mais l'avis négatif de ses amis fait de cette décision l'une des plus difficiles de sa vie.

## Épisode 11:Le dilemme
Almanzo Wilder et John Carter étant en voyage, Isaiah Edwards décide de surveiller leurs épouses, mais il n'apprécie guère les fréquentes visites que le séduisant révérend Hale fait aux deux jeunes femmes. Persuadé qu'il s'agit là d'une offense à la morale, il tente de faire part de ses craintes au vieux révérend Alden.

## Épisode 12:Le jardin extraordinaire
- Il s'agit du dernier des trois épisodes consacrés à un enfant dont le bégaiement pose des problèmes à l'école. Le premier concernait Anna, l'amie de Laura, dans La Boîte à musique, et le second, Gideon, l'ami de James, dans Un handicap.

## Épisode 13:Le Péché
Elliot Carter, le père de Sarah Carter, est un riche et puissant éditeur new-yorkais. Il est veuf depuis peu. Il se rend à Walnut Grove à l'improviste pour annoncer la mauvaise nouvelle à sa fille. Il propose à sa fille et à son gendre de venir s'installer avec lui à Coney Island, près de New York. Alors que l'homme prévoit une visite prolongée et sème le trouble dans la ville, il devient évident pourquoi il a été séparé de la famille de sa fille pendant tant d'années. Au fil du temps, Sarah doit accepter le fait qu'elle n'a jamais vraiment eu une relation saine avec son père, et le temps presse pour y remédier. En fin de compte, elle refuse l'offre de son père et lui demande de retourner à New York.
Pendant ce temps, Mme Oleson continue à écouter les conversations téléphoniques privées des habitants du village et à répandre des commérages.

## Épisode 14:Les Grands Frères
Après être venu en aide, sans savoir à qui il avait affaire, à trois hors-la-loi sortis depuis peu de prison, Isaiah Edwards est malencontreusement identifié comme faisant partie de cette bande de malfaiteurs.

## Épisode 15:Il était une fois
- Dans cet épisode, c'est Almanzo et Jenny qui convainquent Laura d'écrire ses histoires et de les soumettre à un concours.
- Dans la réalité, c'est Rose, la fille de Laura, une jeune journaliste ayant déjà écrit pas mal d'articles, qui a convaincu sa mère que les histoires sur l'enfance d'une fille en ruralité devraient intéresser des lecteurs et qu'elle devrait les partager avec le monde entier.
- De plus, Laura n'a commencé à écrire des histoires qu'à l'âge de cinquante ans.
- Cet épisode est très fictif car le premier roman Little House in the Big Woods écrit par Laura Ingalls Wilder a été très bien accueilli, a donné lieu à des suites, et a été publié exactement comme Laura l'a écrit.
- Un des rares épisodes de la série fermant dans une époque future. On découvre une petite fille, dans les années 80, courant dans une bibliothèque en quête de la lecture du roman de Laura Ingalls Wilder Little house on the prairie. On retrouve ce cas de figure dans La Loi. En effet, l'épisode ouvre sur un couple en voiture et en 1982, se rendant à une vente aux enchères.

## Épisode 16:Enfin chez soi -1repartie
Charles Ingalls est effondré lorsqu'il apprend qu'Albert a de nouveau été arrêté pour vol. Il est convaincu que le garçon a été influencé par une mauvaise compagnie, alors il décide de revenir avec lui à Walnut Grove, mais le garçon a des sautes d'humeur étranges.

## Épisode 17:On est bien chez soi -2epartie
Charles pense que le retour à Walnut Grove suffira à ramener Albert dans le droit chemin. Il doit faire face à la réalité lorsque le docteur Baker lui annonce la dépendance d'Albert à la morphine. Un combat commence pour le père et son fils.

## Épisode 18:L'enfant qui n'avait pas de nom
La carrière et la réputation du docteur Baker sont menacées. Laura vient de mettre au monde un nouveau bébé. Elle le trouve mort dans son berceau, pourtant après 3 examens médicaux réalisés par le docteur ! Emportée par le chagrin, la pauvre maman accuse en effet le docteur d'être responsable de la mort soudaine du nourrisson. C'est alors que Rose a la rubéole.

## Épisode 19:Le dernier été
Ruthy Leland, une femme riche et sans enfant, revient à Walnut Grove pour passer l'été. Elle gagne l'amitié du fils de Sarah Carter. Mais cette dernière est jalouse.

## Épisode 20:Pour l'amour de Blanche
Isaiah Edwards promet à un homme mourant de s'occuper de sa petite fille et de lui trouver un nouveau foyer. Ce que Isaiah ignore, c'est que la petite est un bébé orang-outan.

## Épisode 21:Accordez moi cette danse
Se sentant mourir, madame Flannerey, amie de longue date de Laura, fait don de sa grande et belle maison à Laura et Almonzo. Ils acceptent et entreprennent de la transformer en pension familiale.
Madame Oleson est dans tous ses états. Elle souhaite que Willie poursuive ses études à l'université et obtienne son diplôme, alors que celui-ci n'a qu'une seule intention : se marier avec la belle Rachel Brown et prendre la direction du restaurant familial. Mme Oleson s'oppose à ces projets. Lorsque Willie tient tête à sa mère et défend Rachel contre elle, elle jure de ne pas se présenter au mariage. En fait, elle s'y rend, mais de façon théâtrale, vêtue d'une tenue funéraire noire. Nels rappellera plus tard à Harriet que sa mère s'était également opposée à leur mariage, et il dira qu'il ne l'a jamais regretté.

## Épisode 22:Bonjour et au revoir
- États-Unis : 21 mars 1983 sur NBC

- Dernière apparition de Katherine MacGregor (Mme Oleson) dans la série, qui ne jouera pas dans les trois téléfilms de clôture.
- Le titre de l'épisode peut prêter à confusion, dans le sens où il sous-entend que la série se termine ici. Or, elle ne sera bel et bien finie qu'à l'issue des trois téléfilms qui suivront.
- Montague déclare être « très lié » à la reine Victoria pour qui il dit avoir inventé une recette de cuisine.